# Речи Фафнира
«Речи Фафнира» (исл. Fáfnismál) — одна из поэм древнескандинавского «Королевского кодекса» (XIII век), входящая в состав «Старшей Эдды». Её причисляют к «песням о героях».
В манускрипте «Речи Фафнира» представляют собой единое целое с «Речами Регина» и «Речами Сигрдривы». Этот памятник рассказывает о молодости Сигурда, а в «Речах Фафнира» главный герой наносит змею Фафниру смертельную рану и задаёт ему вопросы, чтобы тот, отвечая, не смог проклясть его перед смертью. Изжарив сердце змея на огне, Сигурд начинает понимать язык птиц. Он узнаёт, что его воспитатель, колдун-кузнец Регин (брат Фафнира), замышляет зло против него, и убивает Регина, а потом забирает всё золото Нибелунгов.
Учёные полагают, что все три поэмы имеют очень древнее происхождение и связаны с Южной Германией; из этого региона тексты попали в Скандинавию, где подверглись переработке (возможно, были архаизированы). В отличие от большинства поэм «Старшей Эдды», здесь эпические строфы (восьмистрочные) чередуются с гномическими (шестистрочными), причём гномическими в «Речах Фафнира» написаны только поучения змея.
Сигурд в «Речах Фафнира» показан как типичный мифологический герой: он одинок, не знает отца и матери, а его главный подвиг, убийство дракона, может быть интерпретирован как победа культурного героя над силами хаоса. При этом существует гипотеза о том, что гибель Фафнира символизирует для автора «Речей» разгром Арминием римской армии в Тевтобургском лесу.